# 247
Криза Римської імперії у 3 столітті. Правління імператора Філіппа Араба. У Китаї триває період трьох держав, найбільшою державою на території Індії є Кушанська імперія, у Персії править династія Сассанідів.
На території лісостепової України Черняхівська культура. У Північному Причорномор'ї готи й сармати.

## Події
- На ознаменування тисячоліття Рима в місті відбулися Вікові ігри.
- У Римі співправителем Філіпа Араба став його син Філіп Молодший.
- Війна між царствами Єматай і Куна[уточнити].
- Прибуття в Японію посла від династії Вей.
- Повідомлення про перехоплення сілланцями дарунків, посланих пекчійцями до Японії.
- Арабські ради